# دیسپینا (قمر)

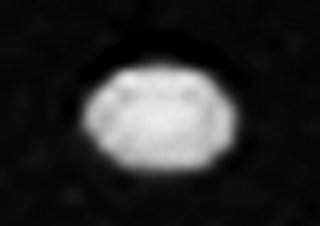

دیسپینا (ماه)dɨsˈpi:nə نام یکی از ماه‌های نپتون است که در سال ۱۹۸۹ میلادی کشف شد.
قطر آن ۱۵۰ کیلومتر، جرمش ۲۱‎×۱۰۱۷ کیلوگرم، نیم محور بزرگ چرخش آن به دور نپتون ۵۲٬۵۲۶ کیلومتر، دوره مداری آن ۰/۳۳۵ روز، انحراف مداری ۰/۰۶۸ درجه و خروج از مرکز آن ۰/۰۰۰۲ است.